# 九鬼主殿助
九鬼 主殿助（くき とのものすけ、? - 慶長5年10月22日（1600年11月27日））は、日本の安土桃山時代末期の武将。九鬼嘉隆の四男。
慶長5年の関ヶ原の戦いでは父の嘉隆や舅、弟の五郎八らとともに西軍に属し、兄の九鬼守隆らと戦う。9月15日の本戦で西軍が壊滅すると、嘉隆らは鳥羽城を放棄して答志島に逃亡した。10月12日に父が答志島の和具の洞仙庵で自害するとそれを追うように志摩浦村で自刃した。